# 2833 Радищев
2833 Радищев (2833 Radishchev) — астероїд головного поясу, відкритий 9 серпня 1978 року.
Тіссеранів параметр щодо Юпітера — 3,292.
Названо на честь російського письменника Радищева Олександра Миколайовича